# Pellegrini (partido)
Pellegrini (Partido de Carlos Pellegrini) is een partido in de Argentijnse provincie Buenos Aires. Het bestuurlijke gebied telt 6.030 inwoners. Tussen 1991 en 2001 steeg het inwoneraantal met 4,02 %.

## Plaatsen in partido Pellegrini
- Bocayuva
- De Bary
- Pellegrini